# 워 웨곤
워 웨곤(The War Wagon)은 미국에서 제작된 버트 케네디 감독의 1967년 서부 · 범죄 영화이다. 존 웨인 등이 주연으로 출연하였다. 이 영화는 일반적으로 긍정적인 평가를 받았다.
촬영은 멕시코 솜브레레테 마을의 시에라 데 오르가노스 국립공원에서 진행되었다.

## 줄거리
과거에 부당하게 감옥에 갇히고 자신의 땅과 금광을 빼앗긴 전직 목장주 토우 잭슨은 부패한 사업가 프랭크 피어스에게 복수하기 위해 고향으로 돌아온다. 그는 피어스가 운반할 예정인 50만 달러 상당의 금을 "전쟁 마차"라는 장갑 마차에서 훔칠 계획을 세우고, 이를 위해 팀을 꾸린다.
먼저, 피어스에게 고용된 노년의 마차 운전수 웨스 플레처를 정보원으로 포섭하고, 과거 피어스의 사주로 잭슨을 쏜 적 있는 총잡이이자 금고털이 전문가 로맥스를 영입한다. 또한, 잭슨과 로맥스는 멕시코 도적들에게서 카이오와 부족 통역관 레비 워킹 베어를 구출하여 팀에 합류시킨다. 마지막으로 폭발물 전문가인 십 대 술주정뱅이 빌리 하얏을 영입하면서 팀이 완성된다. 팀이 모여 계획을 논의하는 자리에서, 플레처는 십 대 "아내" 케이트를 데려오고, 하얏이 그녀에게 커피를 주자 질투심에 휩싸여 소동이 일어난다.
잭슨과 레비는 카이오와 부족과 협상하여 피어스가 부족을 굶기고 있다는 사실을 알게 되고, 그들의 도움을 받기로 한다. 한편, 로맥스는 마을 술집에서 피어스를 만나 잭슨을 죽여달라는 제안을 받고 12,000달러를 받기로 한다. 술에 취한 하얏은 계획을 발설하려다 로맥스에게 제압당하고 보안관에게 넘겨진다. 다음날 아침, 하얏은 플레처의 농장에 갔다가 케이트에게 그녀가 부모에 의해 팔려 왔다는 사실을 듣게 되고, 플레처와 잭슨이 싸움을 벌이는 소동이 일어난다. 잭슨의 계획대로 하얏은 니트로글리세린을 사용하기로 하고, 잭슨, 로맥스와 함께 잭슨의 옛 목장에서 피어스의 금고에서 폭발물을 훔쳐낸다.
드디어 다음 날, 하얏은 다리에 니트로를 설치하고, 레비는 쓰러진 나무로 마차의 길을 막는다. 로맥스와 잭슨은 좁은 협곡에 함정을 설치하고, 피어스와 경비대는 전쟁 마차를 끌고 나선다. 카이오와 부족은 주의를 돌려 경비대를 떨어뜨리고, 다리가 폭파되면서 마차는 고립된다. 일부 카이오와 전사들이 마차를 공격하여 금을 탈취하려 하지만, 기관총 공격에 퇴각한다.
쓰러진 나무로 인해 마차는 협곡으로 진입하고, 잭슨과 로맥스는 함정을 작동시켜 운전수들을 죽인다. 피어스는 도망치려는 경비병들을 죽이지만, 마지막 경비병의 총에 맞아 사망한다. 마차는 협곡에 추락하고, 잭슨 팀은 금을 플레처의 마차 밀가루 통에 숨긴다. 카이오와 전사들이 금을 차지하려 하자, 플레처는 막으려다 죽고, 하얏은 마지막 니트로로 추장을 죽이고 남은 전사들을 쫓아낸다. 그러나 폭발 때문에 마차가 쓰러지면서 밀가루 통에 숨겨진 금이 드러나고, 금이 섞인 밀가루를 카이오와 부족 여성들과 아이들이 가져간다.
잭슨은 플레처가 숨겨놓은 10만 달러 상당의 금을 발견하지만, 레비는 부족으로 돌아가고, 로맥스는 잭슨의 말을 훔쳐 달아난다. 잭슨은 하얏과 케이트에게 일부 금을 주고 나머지는 숨긴다. 로맥스가 잭슨에게 분노하자, 잭슨은 약속대로 6개월 뒤에 만나 전리품을 나눌 때까지 살려두어야 한다고 말하며 웃는다.

## 출연

### 주연
- 존 웨인
- 커크 더글라스

### 조연
- 하워드 킬
- 로버트 워커 주니어
- 키넌 윈
- 브루스 가보
- 조안나 반스

## 제작진
- 원작자: 클레어 허페이커
- 조감독: 클리프 라이온스
- 미술: 알프레드 스위니
- 의상: 오스카 로드리게즈